# Guillaume Chaine
Guillaume Chaine (24 oktober 1986) is een Frans judoka. Chaine won tijdens de Olympische Zomerspelen 2020 de gouden medaille met het gemengde team.

## Resultaten

### Olympische Zomerspelen
| Editie | Plaats | Resultaten                    |
| ------ | ------ | ----------------------------- |
| 2021   | Tokio  | 17e lichtgewicht gemengd team |

### Wereldkampioenschappen
| Jaar | Plaats | Resultaten   |
| ---- | ------ | ------------ |
| 2018 | Bakoe  | gemengd team |

2020: Clarisse Agbegnenou & Amandine Buchard & Sarah-Léonie Cysique & Romane Dicko & Madeleine Malonga & Margaux Pinot & Guillaume Chaine & Axel Clerget & Alexandre Iddir & Kilian Le Blouch & Teddy Riner · 
2024: Shirine Boukli & Joan-Benjamin Gaba & Amandine Buchard & Walide Khyar & Sarah-Léonie Cysique & Luka Mkheidze & Clarisse Agbegnenou & Alpha Oumar Djalo & Marie-Ève Gahié & Maxime-Gaël Ngayap Hambou & Romane Dicko & Aurelien Diesse & Madeleine Malonga & Teddy Riner